# پوریا امینی
پوریا امینی (زادهٔ ۸ اسفند ۱۳۷۳در کرمانشاه) بازیکن فوتبال اهل ایران است که در پست هافبک برای تیم شهرداری بندرعباس با شماره ۲۵ می‌کند. امینی پیش از این با شماره پیراهن ۲۴ درتیم نفت تهران به میدان می‌رفت. او سابقهٔ قهرمانی در لیگ آزادگان با تیم پارس جنوبی و حضور در تیم نفت تهران و کاپیتانی تیم امید استقلال تهران را در کارنامه خود دارد. همچنین سابقه حضور در تیم ملی نونهالان و تیم ملی نوجوانان را نیز دارد. او دارای مدرک تحصیلی مهندسی عمران است و در رشته تربیت بدنی تحصیل می‌کند.

## عملکرد باشگاهی
امینی در سال ۹۴–۹۵، زیر نظر علی سامره مربی وقت تیم استقلال تهران زیر ۲۱ سال، به این تیم پیوست و در پست مهاجم بازی کرد او در این دوره ۱۹ گل برای این تیم به ثمر رساند. در بازی دربی بین امیدهای استقلال تهران و امیدهای پرسپولیس تهران تک گل دربی را به اسم خود ثبت کرد.
وی در نقل و انتقالات سال ۹۵–۹۶ به باشگاه پارس جنوبی جم پیوست که مربی وقت آن تیم مهدی تارتار بود. او درلیگ آزادگان با این تیم به قهرمانی رسید و در کارنامهٔ خود ۵ بازی برای این تیم به همراه دارد. امینی در پنجره نقل و انتقالات هفدهمین دوره لیگ برتر در سال ۹۷–۹۶ با نظر حمید درخشان (مربی وقت نفت تهران) به باشگاه بزرگسالان این تیم پیوست. وی نخستین بازی خود برای این تیم را در هفتهٔ چهارم برابر باشگاه فوتبال تراکتور سازی تبریز انجام داد. در بازی با پرسپولیس تهران در جام حذفی در نیمهٔ اول دچار مصدومیت شد. او تاکنون ۲۰ بازی برای این تیم انجام داده‌است و بهترین بازیکن زمین در مقابل استقلال خوزستان و پارس جنوبی جم معرفی شد.

## عملکرد ملی
او در سال‌های ۸۴–۸۵ در تیم ملی نونهالان و در سال ۹۲–۹۳ در تیم ملی نوجوانان کشور بازی می‌کرد. امینی در تورنمت چهارجانبه یزد حضور داشت و در مقابل تیم‌های مالزی و عراق در میدان حضور داشت.